# Apró pézsmaszarvas
Az apró pézsmaszarvas (Moschus berezovskii) az emlősök (Mammalia) osztályának párosujjú patások (Artiodactyla) rendjébe, ezen belül a pézsmaszarvasfélék (Moschidae) családjába tartozó veszélyeztetett faj.

## Előfordulása
Az apró pézsmaszarvas Kína és Vietnám területén él. 1976. június 14-én Kína a saját veszélyeztetett fajok listájára feltette az állatot.

## Alfajai
- Moschus berezovskii berezovskii Flerov, 1929
- Moschus berezovskii bijiangensis Wang & Li, 1993
- Moschus berezovskii caobangis Dao, 1969
- Moschus berezovskii yanguiensis Wang & Ma, 1993